# Karl Kling
Karl Kling (16 de setembro de 1910 – 18 de março de 2003) foi um automobilista alemão.
Kling participou de 11 Grandes Prêmios de Fórmula 1 em 1954 e 1955, todos pela equipe Mercedes. Seus melhores resultados foram o 2º lugar, logo na sua estreia, na França de 1954 e o 3º na Inglaterra de 1955. Terminando sua carreira com dois pódios, uma volta mais rápida e 17 pontos marcados.
Ele foi eleito Personalidade Esportiva Alemã do Ano de 1952.